# Амуро-Зейский район
Амуро-Зейский район — упразднённая административно-территориальная единица в составе Дальневосточного края, существовавшая в 1926—1931 годах. Административный центр — село Сергеевка. По данным 1931 года район включал 32 сельсовета и 75 сельских населённых пунктов.

## История
Амуро-Зейский район был образован 4 января 1926 года в составе Амурского округа Дальневосточного края.
В 1930 году в связи с ликвидацией окружной системы район перешёл в прямое подчинение Дальневосточного края.
5 октября 1931 года постановлением Президиума ВЦИК «О частичных изменениях в административно-территориальном делении Дальне-Восточного края и об отнесении по краю ряда населённых пунктов к категории рабочих посёлков» Амуро-Зейский район был упразднён. При этом его территория была частью передана в Свободненский район, а частью в административное подчинение городу Благовещенску.
сельсоветы: Актайский, Алексеевский, Аносовский, Богдановский, Буссенский, Кольцовский, Корсаковский, Кумаровский, Байкинский, Ново-воскресенский, Ново-иннокентьевский, Ново-кумаровский, Саскальский, Симоновский, Симоновско-лужекский, Сталинский, Сычевский, Черемушинский и Юргинский со всеми входящими в их состав населенными пунктами отнесены  к Свободненскому району;
остающуюся территория  подчинена Благовещенскому горсовету в порядке постановления Президиума ВЦИК от 30 октября 1930 г. (СУ, 1930, N 41, ст. 493).